# Campo de Borja
Campo de Borja is een comarca van de Spaanse provincie Zaragoza. De hoofdstad is Borja, de oppervlakte 690,50 km2 en het heeft 14.326 inwoners (2002).

## Gemeenten
Agón, Ainzón, Alberite de San Juan, Albeta, Ambel, Bisimbre, Borja, Bulbuente, Bureta, Fréscano, Fuendejalón, Magallón, Maleján, Mallén, Novillas, Pozuelo de Aragón, Tabuenca en Talamantes.